# Henrik Rosencrantz (1835–1899)
Axel Albrecht Henrik Rosencrantz, född 1 januari 1835 på Svabesholm, Mellby socken, Kristianstads län, död 28 februari 1899 i Ystad, var en svensk militär och amatörmålare.

## Biografi
Rosencrantz blev furir vid Södra skånska infanteriregementet 1853, fanjunkare vid Skånska dragonregementet 1855, underlöjtnant där 1857, löjtnant 1864, understallmästare hos kungen 1870 och ryttmästare 1875. År 1879 blev han riddare av Svärdsorden.

### Familj
Rosencrantz var son till översten Henrik Ludvig Rosencrantz och miniatyrmålaren Clara Fredrika von der Lancken samt bror till Ingeborg von Schwerin och morbror till Ingeborg von Schwerin. Från 1863 var han gift med friherrinnan Viveka Sofia Amalie Ramel.